# Banc de Tortosa
El Banc de Tortosa (Banco de Tortosa en castellà) va ser una entitat de crèdit que se constitueix a Tortosa, en forma de societat anònima, el 29 de setembre de 1881 amb un capital de 5 milions de pessetes.
La seua primera seu va ser la Casa Villòria (Palau Oliver de Boteller) emplaçament que va abandonar el gener de 1894 per traslladar-se al carrer del Temple xamfrà amb Bonavista (La Verdad, 20/01/1894). El seu primer president va ser Manuel Porcar i Tió.

## L'expansió de l'entitat. L'estiu del 1931
L'any 1920 el Banc de Tortosa (i també el Banc de Reus) passaren a ser controlats pel Banc de Catalunya, entitat que feu sonada suspensió de pagaments el juliol de 1931.
Sota la llarga direcció de Pedro Blasi i Franquet però l'entitat tortosina va expandir-se. El 1922 ja estava present a Ulldecona i Vinaròs i va continuar obrint agències i sucursals a Morella (8 de juliol de 1923; Correo de Tortosa de 12/07/1923); Benicarló (2 de novembre de 1925; Heraldo de Tortosa de 24/10/1925); Amposta (diumenge 28 d'agost de 1927; Heraldo de Tortosa de 25/08/1927 i La Unión Patriótica de 3/09/1927); Santa Bàrbara, la Sénia i Sant Carles de la Ràpita (Heraldo de Tortosa de 16/12/1927); Alcanar (Correo de Tortosa de 30/12/1927); Albocàsser (Heraldo de Tortosa de 19/02/1930); Alcalà de Xivert i Benassal (Heraldo de Tortosa de 01/12/1930 arran de les dues inauguracions i anunci agència d'Alcalà a Correo de Tortosa del 18/07/1930); el Perelló (Correo de Tortosa de 12/12/1930 i de 16/12/1930); Sant Mateu del Maestrat (Correo de Tortosa de 02/09/1930 -anunci- i de 19/12/1930 -inauguració-) i una sucursal a Xert (Correo de Tortosa i Heraldo de Tortosa de 17/03/1931). També s'implantaria a Cinctorres i Xerta.
En el mateix sentit l'interès bancari per la zona creix i el 1928, a Tortosa, ja hi havia el Banc d'Espanya (febrer de 1903), la Caja de Pensiones para la Vejez y de Ahorros (setembre de 1918), el Banc d'Aragó (octubre de 1918), el Banc Central (novembre de 1927), el Banc Comercial de Barcelona (desembre de 1927) i el Banc Espanyol de Crèdit (juliol de 1928). En les mateixes dates -1928- el Banc de Reus (1863-1932) estava present a les places de Gandesa, Móra d'Ebre, Móra la Nova, Flix i Batea i també a Calaceit i Vall-de-roures (Heraldo de Tortosa de 26/06/1928). Per altra banda a Amposta els Escrivà desenvolupaven també l'activitat bancària.
El 1930 el Banc de Tortosa disposava de prop de 14,5 milions de pessetes en comptes corrents (enfront de les poc més de 800 mil pts. de la sucursal del Banc d'Espanya).
El 7 de juliol de 1931 la notícia de la suspensió de pagaments del Banc de Catalunya va fer estendre els temors. En poques hores de l'oficina de Tortosa va retirar-se més d'un milió de pessetes (El Pueblo de 7/7/1931 i La Vanguardia de 9/7/1931).
La suspensió de pagaments va tenir caràcter d'insolvència provisional així que l'entitat, previ conveni amb els seus creditors, va reprendre operacions el dia 15 de març del 1932 disposant d'un capital de 8 milions de pessetes. Josep Ferrer Picó va ser nomenat nou director.

## Postguerra i adquisició del banc
A la immediata postguerra Joaquim Bau i Nolla comprà la majoria de les accions del Banc de Tortosa el qual presidirà. L'entitat que s'anunciava al programa de festes de Tortosa de 1947, 1948 i 1949 publicitava tenir sucursals a Albocàsser, Alcalà de Xivert, Amposta, Benicarló, la Sénia, Sant Carles de la Ràpita, Sant Mateu, Santa Bàrbara, Ulldecona i Vinaròs, és a dir, Tortosa ciutat i 10 poblacions més: 5 de catalanes i cinc del Baix i l'Alt Maestrat. Una xarxa amb 7 emplaçaments menys però similar a la que s'havia assolit el 1931.
L'any 1951 Joaquim Bau ven les accions al Banco Central i el 19 de juliol de 1956, gairebé 75 anys després, el Banc de Tortosa és donat de baixa del registre de Bancs i Banquers.
Els arxius del Banc (1932-1959) són a l'Arxiu Comarcal del Baix Ebre.